# Constantin Gabras
Constantin Gabras (grec : Κωνσταντίνος Γαβρᾶς) est un officier et un archonte byzantin qui exerce les fonctions de duc de Trébizonde durant le règne de Jean II Comnène. En 1119 il attaque sans succès les Turcs danichmendides tandis que l'empereur mène une offensive contre les Seldjoukides. Gabras, vaincu, est fait prisonnier par les émirs Ghazi et Toughroul de Mytilène. Seule une dispute opportune entre les deux chefs turcs empêche ces derniers de profiter de leur victoire.

## Biographie
La province de Chaldée devient un territoire autonome, dominé par les Gabras, depuis que Théodore Gabras est parvenu à en faire une quasi-principauté à la fin du XIe siècle. À cette époque, Théodore n'hésite pas à s'opposer à Alexis Ier Comnène, et Grégoire, le frère de Constantin, planifie une rébellion contre l'empereur, avant d'être emprisonné.
Après avoir servi comme stratège de Philadelphie, Constantin devient dux de Chaldée, probablement avant la mort d'Alexis Ier en 1118. Constantin semble moins téméraire que son père, même s'il parvient à gouverner Trébizonde de manière plus ou moins autonome par rapport au pouvoir central, entre 1126 et 1140. Il reçoit notamment Isaac Comnène, le frère de l'empereur, alors en pleine sédition. Nicétas Choniatès se réfère à lui comme au « tyran de Trébizonde ». Des exemples ont été retrouvés de pièces de monnaie frappées au nom de Constantin. En 1140, Jean II Comnène se rend en Chaldée avec le gros de l'armée byzantine, dans le but de combattre les Danichmendides. Ce déploiement de force impressionne Constantin qui renonce à toutes velléités d'indépendance pour revenir complètement au sein du giron impérial.